# Кастельбельфорте
Кастельбельфорте (італ. Castelbelforte) — муніципалітет в Італії, у регіоні Ломбардія, провінція Мантуя.
Кастельбельфорте розташоване на відстані близько 400 км на північ від Рима, 135 км на схід від Мілана, 9 км на північний схід від Мантуї.
Населення — 3210 осіб (2014).
Щорічний фестиваль відбувається 3 лютого. Покровитель — святий Власій.

## Демографія
Населення за роками:

Станом на 1 січня 2023 року в муніципалітеті офіційно проживало 517 іноземців з 37 країн, серед них 188 громадян країн Євросоюзу та 10 громадян України.

## Сусідні муніципалітети
- Бігарелло
- Ербе
- Ровербелла
- Сан-Джорджо-ді-Мантова
- Сорга
- Тревенцуоло